# Kenzie Paige
Kenzie Paige Henry (nacida el 5 de marzo de 2002), conocida por su nombre luchístico Kenzie Paige, es una luchadora profesional estadounidense. Actualmente ha firmado con la National Wrestling Alliance (NWA), donde es la líder de Pretty Empowered. Ella es la inaugural Campeona Mundial Femenina Televisiva de NWA, una ex Campeona Mundial Femenina en Parejas de NWA y la actual Campeona Mundial Femenina de NWA, en su primer reinado, siendo esta la primera triple corona de dicha empresa.

## Carrera en la lucha libre profesional

### Carrera temprana
Paige comenzó en la promoción de lucha libre de su padre, Kross Fire Wrestling, en Sevierville, Tennessee. Paige hizo su debut en la televisión nacional en el episodio del 6 de mayo de 2020 de AEW Dynamite perdiendo ante Nyla Rose en un combate squash.

### National Wrestling Alliance (2021-presente)

#### Primeras apariciones (2021-2022)
En el episodio del 15 de junio de 2021 de NWA Powerrr, Paige hizo su debut en NWA, perdiendo ante Melina en una Triple Threat Match en la que también involucró a Jennacide. Su siguiente lucha fue en el episodio del 3 de agosto de Powerrr donde, durante la Serie de Campeones, derrotó a Lady Frost, marcando la primera victoria de Paige en NWA. Durante el pre-show de NWA EmPowerrr, perdió ante Paola Blaze (acompañada por Taryn Terrell) en un combate que no se transmitió debido a problemas técnicos. En By Any Means Necessary, Paige se enfrentó a Kamille en un combate de dos de tres caídas por el Campeonato Mundial Femenino de la NWA, sólo para perder el combate dos a ninguno.

#### Pretty Empowered (2022-presente)
El 20 de marzo de 2022 en la Copa Crockett, Ella Envy y Paige, bajo el nombre de Pretty Empowered, hicieron su debut en la NWA juntas, perdiendo ante las campeonas mundiales femeninas en parejas de la NWA, The Hex. El 11 de junio, en Alwayz Ready, Pretty Empowered derrotó a Hex para ganar el Campeonato Mundial Femenino en Parejas. Esto los llevaría a una revancha contra The Hex en el NWA 74th Anniversary Show por dichos campeonatos, defendiendo con éxito en una Street Fight donde Paige también se volvió heel junto a Envy. El 27 de septiembre, en Pretty Empowered Surge en el que fueron anfitriones, Envy y Paige presentaron a Roxy como su tercer miembro de Pretty Empowered.
El 24 de diciembre de 2022, en el especial de Navidad de NWA, Envy y Paige derrotaron a The Renegade Twins que habían hecho su debut en NWA. En el episodio del 7 de febrero de 2023 de NWA Powerrr, Envy y Roxy perdieron ante los Renegade Twins, lo que le valió a este último una oportunidad por el título en Nuff Said. El 11 de febrero, en Nuff Said, Envy y Paige perdieron su pelea por el Campeonato Mundial Femenino en Parejas de la NWA ante las Renegade Twins por pinfall.
Paige participó en el torneo inaugural del Campeonato de Televisión Femenino de la NWA y, en el episodio del 14 de marzo de Powerrr, derrotó a Ashley D'Amboise para avanzar a la final. El 7 de abril, en NWA 312, Paige derrotó a Max the Empaler en la final del torneo para ganar el Campeonato Mundial de Televisión Femenino de la NWA. En el episodio del 25 de abril de Powerrr, derrotó a Ella Envy para retener el título.
En la primera noche del show del 75 aniversario de la NWA, Paige perdió el título ante Max the Empaler, pero ganó el Burke Invitational Gauntlet más tarde para ganar una lucha por el Campeonato Mundial Femenino de la NWA la noche siguiente. En la segunda noche, derrotó a Kamille para ganar el Campeonato Mundial Femenino.

## Campeonatos y logros
- National Wrestling Alliance
  - NWA World Women's Championship (1 vez, actual).
  - NWA World Women's Television Championship (1 vez, inaugural)
  - NWA World Women's Tag Team Championship (2 veces) — con Ella Envy (1), Big Mama (1).
  - Campeona Triple Corona Femenina (Primera).
  - Burke Invitational Gauntlet (2023) - Kenzie.[7]